# Ariunculus speziae
Ariunculus speziae is een slakkensoort uit de familie van de Arionidae. De wetenschappelijke naam van de soort is voor het eerst geldig gepubliceerd in 1881 door Lessona.